# Eddie DeLange
Eddie DeLange (* 5. Januar 1904 in Long Island, New York; † 15. Juli 1949 in Los Angeles, Kalifornien) war ein US-amerikanischer Songwriter, der auch (zwischen 1936 und 1938) Co-Leader des  Hudson-DeLange Orchestra war.

## Leben und Wirken
Eddie DeLange studierte an der University of Pennsylvania. Nach seinem Abschluss im Jahr 1926 wurde er zunächst Stuntman in Komödien der Universal Studios in Hollywood. 1932 ging DeLange zurück nach New York und arbeitete bei Irving Mills. Für Duke Ellington schrieb er 1934 den Text des Songs (In My) Solitude. Sein erster großer Hit als Songschreiber war der Titel Moonglow.
Mit dem Komponisten und Arrangeur Will Hudson bildete er 1935 das Hudson-DeLange Orchestra. Die Band nahm eine Reihe von Stücken auf, die sie gemeinsam geschrieben hatten und ging auf Tourneen. Hudsons und DeLanges Partnerschaft endete 1938; DeLange formte sogleich eine neue Band und begann die Zusammenarbeit mit Jimmy Van Heusen. Zusammen entstand eine große Anzahl erfolgreicher Hits wie Deep in a Dream, Shake Down the Stars (1940) sowie 1939 der Titel Heaven Can Wait und der spätere Jazz-Standard Darn That Dream, der durch Miles Davis’ Nonett 1949 in der Interpretation durch Kenny Hagood berühmt werden sollte.
DeLange heiratete 1942 das Model Marge Lohden und zog mit ihr nach Los Angeles; den Rest seiner Jahre schrieb er dort Musik für Kinofilme.
Die The National Academy of Popular Music’s Songwriters Hall of Fame nahm ihn 1989 in ihre Reihen auf.
Eddie DeLanges Songs wurden von Frank Sinatra, Louis Armstrong, Nat King Cole, Duke Ellington und Benny Goodman interpretiert.